# Vorstendom Saksen-Eisenach (1596-1638)
Het Vorstendom Saksen-Eisenach (Duits: Fürstentum Sachsen-Eisenach) was een land binnen het Heilige Roomse Rijk dat werd geregeerd door de Ernestijnse linie van het Huis Wettin. Saksen-Eisenach ontstond in 1596 toen Johan Casimir en Johan Ernst, die tot dan toe gezamenlijk hadden geregeerd, het Vorstendom Saksen-Coburg-Eisenach onder elkaar verdeelden. Johan Ernst kreeg het noordelijke deel van gebied, dat naar de hoofdstad Saksen-Eisenach werd genoemd. Johan Casimir stierf in 1633 kinderloos, waardoor Johan Ernst Saksen-Coburg erfde. Toen Johan Ernst in 1638 zelf ook kinderloos stierf werden zijn landen verdeeld tussen de twee nog bestaande Ernestijnse hertogdommen: Saksen-Weimar en Saksen-Altenburg.
Omdat Johan Ernst ook de titel Hertog van Saksen voerde, wordt het vorstendom ook vaak hertogdom genoemd.

## Heerser
- 1596 - 1633: Johan Ernst